# Дитячий патруль
«Дитячий патруль» («Ребячий патруль») — радянський телефільм 1984 року, знятий режисером Леонідом Макаричевим на кіностудії «Ленфільм».

## Сюжет
Селищні хлопці самотужки організують патруль боротьби з браконьєрами, що знищують рибу у місцевих озерах.

## У ролях
- Павло Плісов — Вітя, Вітамін
- Гриша Щегаль — Буратіно
- Євген Попов — Гусак
- Діма Кравцович — Стас
- Катерина Романова — Маринка
- Саша Макаричева — Катя
- Леонід Неведомський — Микола Рябов, вітчим Вітаміна, інспектор рибнагляду
- Наталія Дмитрієва — Ганна, мама Вітаміна
- Ернст Романов — Борис, стоматолог, тато Стаса
- Володимир Носик — завгосп
- Олександр Суснін — Федір, місцевий міліціонер, молодший сержант міліції
- Віра Титова — режисер у сільському клубі
- Боря Коміссарук — епізод
- Льоня Кунін — епізод
- Владик Майоров — епізод
- Діма Морозов — епізод
- Андрій Пузанов — епізод
- Максим Покопцев — епізод
- Р. Єкімов — епізод
- Є. Михайленко — епізод
- Михайло Семенов — актор у виставі
- Л. Чернецька — епізод
- В. Щербатов — епізод

## Знімальна група
- Режисер — Леонід Макаричев
- Сценаристи — Аркадій Красильников, Ігор Шевцов
- Оператор — Микола Покопцев
- Композитор — Владислав Кладницький
- Художник — Олексій Федотов